# Galsteenkoliek
Een galsteenkoliek ontstaat als een galsteen de afvoer van gal belemmert. Dit veroorzaakt heftige pijn in de rechter bovenbuik, rug en schouderbladen, en kan ook geelzucht tot gevolg hebben.
Bij herhaalde galsteenkolieken gaat men over tot verwijdering van de galblaas door cholecystectomie.
Bij kleine galstenen die voor het grootste deel uit cholesterol bestaan, kan een arts ursodeoxycholzuur voorschrijven. Dit helpt volgens de KNMP bij ongeveer de helft van de mensen om de galstenen op te lossen.